# Upside Down & Inside Out
«Upside Down & Inside Out» es una canción del grupo estadounidense OK Go, parte de su cuarto álbum de estudio, Hungry Ghosts. El vídeo musical fue lanzado el 11 de febrero de 2016, y en él figuran los cuatro miembros de la banda realizando una coreografía de una sola toma en gravedad cero. Fue grabado en Rusia, empleando una aeronave de gravedad reducida .

## Vídeo musical
El vídeo musical de "Upside Down & Inside Out" muestra a la banda moviéndose en gravedad cero, producida por la trayectoria de vuelo parabólico de una aeronave de gravedad reducida. Conforme se produce la gravedad cero, el grupo realiza todo tipo de acrobacias acordes a la canción, mientras a su alrededor flotan portátiles, tabletas, globos llenos de pintura, piñatas o maletas.
Durante el trascurso del vídeo aparecen dos acróbatas rusas vestidas con uniformes de azafatas de S7 Airlines, las cuales realizan diversas acrobacias aéreas y hacen una ejemplificación del momento angular.
El vídeo fue grabado en Rusia. Los cuatro miembros de OK Go se tuvieron que someter a rigurosos entrenamientos en la Roscosmos para poder permitirse el acceso a la aeronave, un Ilyushin Il-76.
Para la filmación se necesitó más de veinte vuelos hasta lograr la toma perfecta. Cada vuelo duraba cuarenta y cinco minutos, y solo permitía veintisiete segundos de gravedad cero. Por ello, se aceleraba el periodo de ascensión del aeroplano, para posteriormente dejar en velocidad normal el fragmento de gravedad cero en el que trascurren todos los acontecimientos.